# Bandera de la Organización de las Naciones Unidas
La bandera de la Organización de las Naciones Unidas (ONU) fue adoptada el 20 de octubre de 1947 y es rectangular, de color azul claro (Pantone 2925) con el emblema de la organización de color blanco en el centro. Puede ser usada por personal y materiales de misiones de paz de la ONU como signo de protección para prevenir ataques en un conflicto armado. 

## Significado
El emblema está formado por un mapamundi acimutal equidistante centrado en el Polo Norte y extendiéndose a 60 grados de latitud sur (por lo que no se ve la Antártida) con cinco círculos concéntricos. Rodeando al mapamundi están dos ramas de olivo. Estas ramas de olivo son un símbolo de paz, mientras que el mapa del mundo representa a la zona de interés de las Naciones Unidas para el logro de su propósito principal, paz y seguridad. El emblema fue adoptado el 7 de diciembre de 1946 por la resolución A/RES/92(I) de la Asamblea General.

## Historia

### Bandera de honor

Bandera de honor o de las cuatro libertades

La bandera de honor de las Naciones Unidas (también conocida como bandera de las cuatro libertades) fue la bandera utilizada durante el periodo de formación de las Naciones Unidas. Diseñada por el estadounidense Brooks Harding en octubre de 1942, la bandera fue usada desde el 13 de junio de 1943 hasta la adopción de la bandera actual de la ONU. Se la considera un símbolo de los aliados en la Segunda Guerra Mundial. 
Este diseño sirvió de base para una propuesta de 1947 para una bandera de la ONU, que incluía también el emblema de la organización. La propuesta fue abandonada en agosto de 1947.

### Concepción el diseño actual

Primera bandera de las Naciones Unidas (1945-1947)

Los organizadores de la conferencia de San Francisco querían una insignia para identificar delegados. El secretario de Estado de los Estados Unidos Edward Stettinius Jr. fue el jefe de la delegación estadounidense en dicha conferencia y creyó que un diseño temporal podría ser el emblema de las Naciones Unidas. Él formó un comité liderado por Oliver Lundquist que desarrolló un diseño consistente en un mapamundi rodeado de hojas de olivo, el cual fue creado por Donal McLaughlin.
El azul del fondo de la bandera fue elegido como «el opuesto del rojo, el color de la guerra»  aunque el tono exacto de azul nunca fue especificado por la ONU. 
El mapamundi utilizado en el emblema originalmente era una proyección azimutal centrada en el Polo Norte y tenía a los Estados Unidos (país anfitrión de la conferencia) en el centro. La proyección utilizada excluía porciones del hemisferio sur en la latitud de Argentina, lo cual era aceptable en ese entonces debido a que Argentina no estaba en los planes de la organización de la conferencia.
En 1946, un comité de la ONU tuvo la tarea de hacer un diseño definitivo, el cual fue adoptado el 7 de diciembre de 1946. Posteriormente se hizo una modificación al emblema (adoptada el 20 de octubre de 1947 por resolución A/RES/167(II)) de modo que el mapamundi estuviera bisecado en el centro por el meridiano 0 y el meridiano 180° (la línea internacional de cambio de fecha corre paralela a ese meridiano en algunos puntos). Según reportes de prensa de la época, el cambio en el emblema fue hecho para mover a Norteamérica lejos del centro de la bandera.

## Influencia en otras banderas
Su diseño es utilizado por diferentes agencias de la ONU sustituyendo el emblema central.
| Bandera | Agencia                                      |
| ------- | -------------------------------------------- |
|         | Organismo Internacional de Energía Atómica   |
|         | Organización de Aviación Civil Internacional |
|         | Organización Internacional del Trabajo       |
|         | Organización Marítima Internacional          |
|         | Unesco                                       |
|         | Unicef                                       |
|         | Unión Postal Universal                       |
|         | Organización Mundial de la Salud             |
|         | Organización Meteorológica Mundial           |